# سوپرمن: مجموعه پویانمایی
سوپرمن: مجموعه پویانمایی (انگلیسی: Superman: The Animated Series) یک برنامه تلویزیونی پویانمایی ابرقهرمانی آمریکایی است که براساس شخصیت ابرقهرمان سوپرمن از شرکت دی‌سی کامیکس ساخته شده‌است. این مجموعه توسط بروس تیم، پال دینی توسعه یافته و به‌وسیلهٔ وارنر برادرز انیمیشن تهیه شده‌است، و نخستین بار از ۶ سپتامبر ۱۹۹۶ تا ۱۲ فوریه ۲۰۰۰ به تعداد سه فصل از شبکه وارنر کیدز پخش شد. از صداپیشگان این سریال می‌توان به تیم دالی، دینا دلانی، دیوید کاوفمان و کنلسی براون اشاره کرد.

## دنباله‌ها و اقتباس‌ها
بازی‌های ویدئویی زیادی بر اساس این سریال از جمله بازی سوپرمن: سایه‌های آپوکالیپس، سوپرمن: شمارش معکوس آپوکالیپس و سوپرمن ۶۴ ساخته شده‌اند. بازی سایه‌های آپوکالیپس برای پلی استیشن ۲ و نینتندو گیم کیوب با نقدهای مثبت، بازی شمارش معکوس آپوکالیپس برای گیم بوی ادونس با نقدهای متوسط و منفی و بازی سوپرمن ۶۴ برای نینتندو ۶۴ با نقدهای منفی همراه بودند. در سال ۱۹۹۷ انیمیشن سینمایی بتمن و سوپرمن: دنیای بهتر که متشکل از سه اپیزود این سریال بود، منتشر شد و نقد های مثبتی گرفت. در سال ۲۰۰۶ میلادی انیمیشن سینمایی بر اساس این سریال به نام سوپرمن: حمله برینیاک ساخته شد که نقدهای متوسط و منفی دریافت کرد. دومین انیمیشن سینمایی در سال ۲۰۰۷ به نام سوپرمن: دومزدی ساخته شد که نقدهای مثبت دریافت کرد.